# Бетюн-Шаро, Луи-Жозеф де
Маркиз Луи-Жозеф де Бетюн-Шаро (фр. Louis-Joseph de Béthune-Charost; 15 июля 1681 — 11 сентября 1709, Мальплаке) — французский офицер, участник войны за Испанское наследство.

## Биография
Сын Армана де Бетюна, герцога де Шаро, и Луизы-Мари-Терезы де Мелён.
Как наследник отца носил титул маркиза де Шаро.
В 1699 году поступил на службу мушкетером. 1 марта 1701 получил роту в кавалерийском полку Шатле, и проделал с ней кампанию того года.
9 февраля 1702 года стал полковником полка своего имени. Командовал им при обороне Льежской цитадели в том же году, в битве при Экерене в следующем году, во Фландрии в 1705 году, при оказании помощи Фор-Луи, взятии Друзенхайма, Лаутербурга и острова Маркизат в 1706 году, во всех походах маршала Виллара во Франконию и Швабию в 1707 году.
17 июня 1708 произведен в бригадиры. Командовал бригадой в битве при Ауденарде. В следующем году был убит в битве при Мальплаке.

## Семья
Жена (18.12.1704): Мари Брюлар (ок. 1684 — 11.09.1763), дочь Никола Брюлара, маркиза де Лаборд, и Мари Ле-Бутийе де Шавиньи. Вторым браком вышла за герцога Шарля-Филиппа д’Альбера де Люина
Дочь:
- Мари-Тереза (7.09.1709 — ок. 1716)